# Język batak simalungun
Język batak simalungun (a. simelungan) – język austronezyjski używany przez grupę ludności w prowincji Sumatra Północna w Indonezji, zwłaszcza w kabupatenie Simalungun. Według danych z 2000 roku liczba użytkowników wynosi 1,2 mln.
Do jego zapisu stosuje się alfabet łaciński oraz pismo batackie. Na ten język przełożono Biblię. 